# František Teuner
František Teuner (ur. 6 marca 1911 w Benešovie, zm. w czerwcu 1978 w Norymberdze) – czeski lekarz, faszystowski działacz młodzieżowy i kolaborant III Rzeszy.

## Życiorys
Syn dyrektora szpitala i osobistego lekarza Franciszka Ferdynanda Habsburga. 
W 1935 ukończył studia medyczne na Uniwersytecie Karola. Pracował następnie jako internista w klinice prof. Josefa Pelnářa. W latach 30. zaangażował się w działalność ruchu faszystowskiego. W 1938 roku wstąpił do organizacji Vlajka, w której stał się liderem sekcji młodzieżowej. 
Od 1941 roku blisko współpracował z ministrem edukacji i oświaty narodowej Emanuelem Moravcem w zakresie wychowania młodzieży czeskiej w duchu faszystowskim i przyjaźni do III Rzeszy. Pod koniec maja 1942 roku współtworzył Kuratorium do spraw wychowania młodzieży w Czechach i na Morawach, zostając generalnym referentem. Cieszył się poparciem Reinharda Heydricha i Karla Hermanna Franka. 
Po zakończeniu wojny został zaocznie skazany na karę śmierci, dwa dni po wydaniu wyroku został aresztowany w Monachium. Podczas ekstradycji do Czechosłowacji próbował popełnić samobójstwo, następnie został ułaskawiony przez prezydenta Edvarda Beneša, a wyrok zamieniono na 20 lat więzienia.
W więzieniu pełnił funkcję lekarza. W 1960 roku wypuszczono go na wolność. Pracował jako lekarz w Pradze. W 1968 roku wyemigrował do RFN, gdzie kontynuował karierę lekarską.

## Odznaczenia
Został odznaczony Tarczą Honorowa Protektoratu Czech i Moraw z Orłem Świętego Wacława.

## W kulturze
W 2021 roku powstał film krótkometrażowy Teuner w reżyserii Ondřeja Veverki opisujący pobyt Teunera w czechosłowackim więzieniu.